# Liste der Gemeinden in der Region Brüssel-Hauptstadt

Lage der Region Brüssel-Hauptstadt in Belgien (Karte zeigt administrative Gliederung in drei Regionen)

Die 19 Gemeinden der Region Brüssel-Hauptstadt

Diese Liste umfasst die 19 Gemeinden in der zweisprachigen Region Brüssel-Hauptstadt. Aufgrund der offiziellen Zweisprachigkeit in der Region Brüssel-Hauptstadt sind die französische und niederländische Sprache und somit auch die zweisprachigen Gemeindenamen im amtlichen Gebrauch gleichberechtigt (siehe auch Sprachgesetzgebung in Belgien).

## Die Gemeinden
Mit der Stadt Brüssel und den Gemeinden Schaerbeek/Schaarbeek und Anderlecht umfasst die Region Brüssel-Hauptstadt drei Großstädte mit jeweils über 100.000 Einwohnern. Mit 23.592 Einwohnern pro Quadratkilometern weist Saint-Josse-ten-Noode/Sint-Joost-ten-Node die höchste Bevölkerungsdichte aller Gemeinden in Belgien auf, die Gemeinde Watermael-Boitsfort/Watermaal-Bosvoorde zählt 1956 Einwohner je Quadratkilometer. Als flächengrößte Gemeinde umfasst Brüssel 32,61 Quadratkilometer, während die flächenkleinste Gemeinde, Saint-Josse-ten-Noode/Sint-Joost-ten-Node, lediglich über 1,14 Quadratkilometer verfügt.
| Wappen                                                          | Gemeinde                                    | Fläche in km² | Einwohner am 1. Januar 2024 | Bevölkerungsdichte in Einw./km² | Karte                                                              |
| --------------------------------------------------------------- | ------------------------------------------- | ------------- | --------------------------- | ------------------------------- | ------------------------------------------------------------------ |
| Wappen der Gemeinde Anderlecht                                  | Anderlecht                                  | 17,74         | 126.581                     | 7135                            | Lagekarte der Gemeinde Anderlecht                                  |
| Wappen der Gemeinde Auderghem                                   | Auderghem/Oudergem                          | 9,03          | 35.350                      | 3915                            | Lagekarte der Gemeinde Auderghem/Oudergem                          |
| Wappen der Gemeinde Berchem-Sainte-Agathe/Sint-Agatha-Berchem   | Berchem-Sainte-Agathe/Sint-Agatha-Berchem   | 2,95          | 25.787                      | 8741                            | Lagekarte der Gemeinde Berchem-Sainte-Agathe/Sint-Agatha-Berchem   |
| Wappen der Stadt Brüssel                                        | Brüssel, Stadt 1                            | 32,61         | 196.828                     | 6036                            | Lagekarte der Stadt Brüssel                                        |
| Wappen der Gemeinde Etterbeek                                   | Etterbeek                                   | 3,15          | 49.775                      | 15.802                          | Lagekarte der Gemeinde Etterbeek                                   |
| Wappen der Gemeinde Evere                                       | Evere                                       | 5,02          | 45.234                      | 9011                            | Lagekarte der Gemeinde Evere                                       |
| Wappen der Gemeinde Forest/Vorst                                | Forest/Vorst                                | 6,25          | 58.044                      | 9287                            | Lagekarte der Gemeinde Forest/Vorst                                |
| Wappen der Gemeinde Ganshoren                                   | Ganshoren                                   | 2,46          | 25.564                      | 10.392                          | Lagekarte der Gemeinde Ganshoren                                   |
| Wappen der Gemeinde Ixelles/Elsene                              | Ixelles/Elsene                              | 6,34          | 89.278                      | 14.082                          | Lagekarte der Gemeinde Ixelles/Elsene                              |
| Wappen der Gemeinde Jette                                       | Jette                                       | 5,04          | 54.107                      | 10.736                          | Lagekarte der Gemeinde Jette                                       |
| Wappen der Gemeinde Koekelberg                                  | Koekelberg                                  | 1,17          | 22.648                      | 19.357                          | Lagekarte der Gemeinde Koekelberg                                  |
| Wappen der Gemeinde Molenbeek-Saint-Jean/Sint-Jans-Molenbeek    | Molenbeek-Saint-Jean/Sint-Jans-Molenbeek    | 5,89          | 98.365                      | 16.700                          | Lagekarte der Gemeinde Molenbeek-Saint-Jean/Sint-Jans-Molenbeek    |
| Wappen der Gemeinde Saint-Gilles/Sint-Gillis                    | Saint-Gilles/Sint-Gillis                    | 2,52          | 49.293                      | 19.561                          | Lagekarte der Gemeinde Saint-Gilles/Sint-Gillis                    |
| Wappen der Gemeinde Saint-Josse-ten-Noode/Sint-Joost-ten-Node   | Saint-Josse-ten-Noode/Sint-Joost-ten-Node   | 1,14          | 26.895                      | 23.592                          | Lagekarte der Gemeinde Saint-Josse-ten-Noode/Sint-Joost-ten-Node   |
| Wappen der Gemeinde Schaerbeek/Schaarbeek                       | Schaerbeek/Schaarbeek                       | 8,14          | 130.405                     | 16.020                          | Lagekarte der Gemeinde Schaerbeek/Schaarbeek                       |
| Wappen der Gemeinde Uccle/Ukkel                                 | Uccle/Ukkel                                 | 22,91         | 86.806                      | 3789                            | Lagekarte der Gemeinde Uccle/Ukkel                                 |
| Wappen der Gemeinde Watermael-Boitsfort/Watermaal-Bosvoorde     | Watermael-Boitsfort/Watermaal-Bosvoorde     | 12,93         | 25.295                      | 1956                            | Lagekarte der Gemeinde Watermael-Boitsfort/Watermaal-Bosvoorde     |
| Wappen der Gemeinde Woluwe-Saint-Lambert/Sint-Lambrechts-Woluwe | Woluwe-Saint-Lambert/Sint-Lambrechts-Woluwe | 7,22          | 60.771                      | 8417                            | Lagekarte der Gemeinde Woluwe-Saint-Lambert/Sint-Lambrechts-Woluwe |
| Wappen der Gemeinde Woluwe-Saint-Pierre/Sint-Pieters-Woluwe     | Woluwe-Saint-Pierre/Sint-Pieters-Woluwe     | 8,85          | 42.571                      | 4810                            | Lagekarte der Gemeinde Woluwe-Saint-Pierre/Sint-Pieters-Woluwe     |
| Wappen der Region Brüssel-Hauptstadt                            | Region Brüssel-Hauptstadt (Gesamt)          | 161,36        | 1.249.597                   | 7744                            | Lagekarte der Region Brüssel-Hauptstadt                            |